# Полоси (Валдайський район)
Полоси (рос. Полосы) — присілок у Валдайському районі Новгородської області Російської Федерації.
Населення становить 15 осіб. Належить до муніципального утворення Короцьке сільське поселення.

## Географія
Населений пункт розташований у центрі району на Валдайській височині у межах Валдайського національного парку.

## Історія
До 1927 року населений пункт перебував у складі Новгородської губернії. У 1927-1944 роках перебував у складі Ленінградської області.
Згідно із законом від 22 грудня 2004 року № 371-ОЗ року належить до муніципального утворення Короцьке сільське поселення.

## Населення
| 2010 |
| ---- |
| 15   |